# Joseph Johnson
Joseph Johnson (15 de noviembre de 1738-20 de diciembre de 1809) fue un influyente editor londinense del siglo XVIII. Sus publicaciones abarcan una amplia variedad de géneros y opiniones, especialmente cuestiones teológicas y políticas. Johnson es principalmente reconocido por la publicación de las obras de pensadores radicales como Mary Wollstonecraft, William Godwin y Joel Barlow, así como de disidentes religiosos, entre los que destacan Joseph Priestley, Anna Laetitia Barbauld o Gilbert Wakefield. 
Estableció su negocio editorial en 1760, dedicándose sobre todo a obras religiosas. Mantuvo una amistad durante toda su vida con Priestley y con el artista Johann Heinrich Füssli, que le llevaron a establecer muchos negocios. En las décadas de 1770 y 1780 amplió su empresa, publicando importantes obras de medicina y literatura infantil, así como la popular poesía de William Cowper y Erasmus Darwin. A lo largo de su carrera, Johnson ayudó a moldear el pensamiento de su época mediante sus publicaciones y su apoyo a los nuevos escritores y pensadores. Promovió la discusión abierta de nuevas ideas, particularmente en sus famosas cenas semanales que llegaron a conocerse como «El círculo Johnson».
En la década de 1790, Johnson se sumó a las filas de los partidarios de la Revolución francesa y publicó un gran número de folletos políticos, además de un destacado periódico, el Analytical Review, que sirvió de tribuna a los reformistas británicos. En 1799, fue acusado legalmente por publicar un folleto difamatorio contra el ministro unitario Gilbert Wakefield. Tras pasar seis meses en prisión, aunque en condiciones relativamente cómodas, publicó menos obras políticas. Así pues, en la última década de su vida, Johnson dejó de buscar obras de nuevos escritores para publicarlas, pasando a editar las obras completas de autores consagrados como William Shakespeare.
John Aikin, amigo de Johnson, lo elogió con el apelativo de «Padre del negocio del libro» y ha sido también reconocido como «el editor más importante de Inglaterra entre 1770 y 1810» por su aprecio y promoción de jóvenes escritores, su énfasis en la publicación de obras económicas dirigidas a una creciente clase media de lectores, y su interés en la promoción de escritoras en una época en la que éstas eran vistas con escepticismo.

## Primeros años
Johnson fue el segundo hijo de Rebecca Turner Johnson y John Johnson, un hombre baptista e independiente granjero de Everton, Liverpool. La postura disidente de su familia marcó a Johnson desde el comienzo de su vida, ya que dos de los parientes de su madre fueron destacados ministros baptistas y su padre era diácono en la parroquia local. En su niñez, Liverpool se había convertido en un bullicioso centro urbano y en uno de los más importantes puertos comerciales. Las dos características de su casa (disidencia y comercialidad) fueron los elementos centrales del carácter de Johnson.
A la edad de quince años, comenzó en el negocio de editor como aprendiz de George Keith, editor londinense especializado en la publicación de tratados religiosos como Reflexiones de la inoculada práctica del moderno anticristianismo. Comenta Gerald Tyson, principal biógrafo de Johnson, que «no era habitual para el hijo menor de una familia que vivía en relativa oscuridad ir a Londres y convertirse en uno de los mejores editores». Los historiadores de la vida de Johnson han especulado que Keith fue seleccionado como su maestro debido a su asociación con los baptistas de Liverpool. Keith y Johnson publicaron multitud de trabajos conjuntamente en su larga carrera, e indica que los dos mantuvieron una gran amistad que continuó después de que Johnson abriera su propio negocio.

### Década de 1760: Comienzos de la publicación
Inmediatamente después de completar su aprendizaje en 1761 , Johnson abrió su propio negocio, pero tuvo que superar varios obstáculos antes de establecerse definitivamente, por lo que mudó su tienda en varias ocasiones durante su primer año. Dos de sus primeras publicaciones fueron una especie de diario planificador: The Complete Pocket-Book; Or, Gentleman and Tradesman's Daily Journal for the Year of Our Lord, 1763 y The Ladies New and Polite Pocket Memorandum Book. Tales libros de bolsillo fueron muy populares y Johnson «venció» a sus rivales al publicar esas obras antes y a un precio mucho más económico. Johnson continuó vendiendo esta clase de libros hasta finales de la década de 1790, pero como disidente, estaba más interesado en publicar libros que pudiesen mejorar la sociedad. Por lo tanto, los textos religiosos predominaron en su lista de libros, aunque también expuso obras relacionadas con Liverpool (su tierra natal) y libros de medicina. Sin embargo, como editor Johnson realizaba más actividades que la simple venta y distribución de libros, como explica la historiadora Leslie Chard:

Además de la venta de los libros al público, Johnson estableció acuerdos con pintores, anunciantes, otros vendedores de libros de la ciudad, de las provincias, e incluso de otros países para distribuirlos. También vendió, incongruentemente, libros de medicina. Pero probablemente, en lo que más gastaba su tiempo era en el bienestar de los autores: a la mayoría los hospedaba y alimentaba, y además ejercía de banquero, mensajero, agente y editor literario, intermediario ante la sociedad y como psiquiatra.

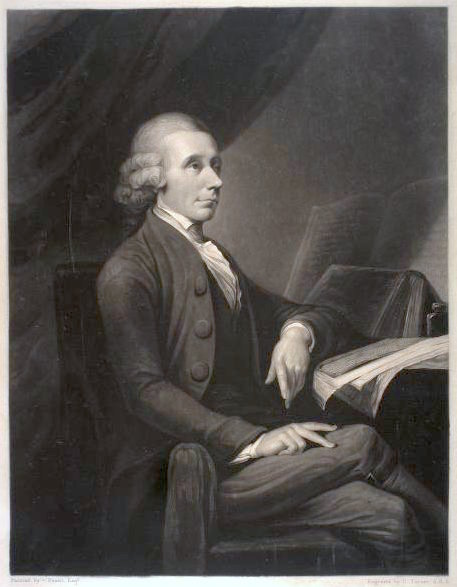
Johnson encargó la realización de este retrato de Joseph Priestley a Henry Fuseli, que posteriormente fue grabado por Charles A. E. Turner. Ambos, Priestley y Fuseli, eran muy amigos de Johnson.

A medida que el éxito y la reputación de Johnson fueron creciendo, otros editores comenzaron a integrarlo en sus sindicatos, los cuales compartían los riesgos de publicar libros que podían resultar costosos o polémicos mediante numerosas firmas.

#### Amistades formativas
Hacia los treinta años de edad, Johnson entabló dos amistades que se mantuvieron por el resto de su vida. La primera, con el pintor y escritor Henry Fuseli, quien lo describió como «ingenioso y luchador». Fuseli, biógrafo desde comienzos del siglo XIX, escribió que cuando conoció a Johnson en 1764, este «ya poseía el carácter que mantendría durante el resto de su vida: el de un hombre con gran integridad, coraje literario a diferencia de otros, y un excelente juicio eligiendo sus publicaciones». Fuseli llegó a ser el mejor amigo de Johnson.
La segunda amistad y, posiblemente, la que más consecuencias tuvo, fue la entablada con Joseph Priestley, renombrado filósofo naturalista y teólogo unitario. Esta amistad llevó a Johnson a abandonar la fe baptista y a adoptar el Unitarismo, una forma de pensamiento político que persigue la disidencia. El éxito de Johnson como editor puede explicarse en gran parte por su asociación con Priestley, ya que este publicó docenas de libros a su lado y le introdujo en el mundo de los escritores disidentes. A través de la recomendación de Priestley, Johnson publicó trabajos de muchos disidentes, especialmente los de la Academia Warrington: poetas, ensayistas, y autores de literatura infantil como Anna Laetitia Barbauld, y su hermano, el médico y escritor John Aikin; el naturalista Johann Reinhold Forster; el ministro unitario y polémico Gilbert Wakefield; el moralista William Enfield; y el político y economista Thomas Malthus. Tyson escribió que «la asociación entre la academia y el editor fue mutuamente útil. No sólo consiguió que muchos de los tutores enviaran publicaciones, sino que también formó a nuevos pupilos para los años posteriores gracias a Johnson». Al imprimir los trabajos de Priestley y de otros tutores de la Academia Warrington, Johnson se dio a conocer ante una larga red de disidentes intelectuales, incluyendo a los de la Sociedad Lunar, expandiendo aún más su negocio. Priestley, a su vez, confió lo suficiente en Johnson como para otorgarle la logística de su inducción a la Royal Society.

#### Asociaciones

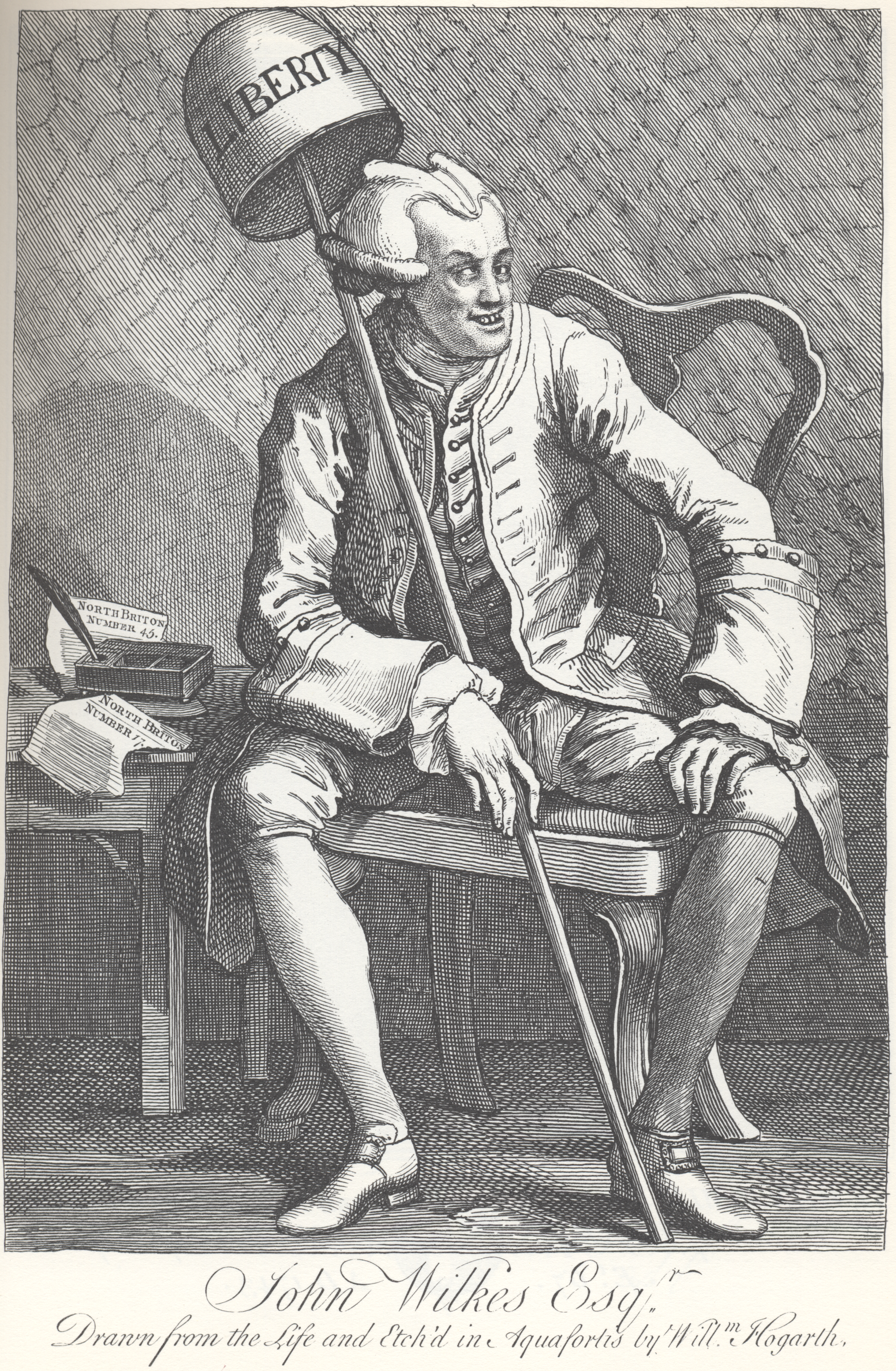
Un grabado satírico de Wilkes obra de William Hogarth, que lo muestra con dos ediciones de su "North Briton": Los números 17 (en el que atacaba, entre otros, a Hogarth) y el famoso 45.

En julio de 1765, Johnson trasladó su negocio a un lugar más visible en el n.º 8 de Paternoster Row, y se asoció con B. Davenport, de quien solo se conoce su vínculo profesional con Johnson. Chard estima que se vieron atraídos por sus creencias, ya que la firma de Johnson y Davenport publicó incluso más obras religiosas, entre ellas varias «eminentemente calvinistas». Sin embargo, en el verano de 1767, Davenport y Johnson tomaron caminos diferentes; los estudiosos especulan que las causas de dicha separación pudieron haber sido las tendencias religiosas de Johnson, las cuales comenzaban a ser menos ortodoxas.
Independizado, y con una sólida reputación, Johnson no tuvo la necesidad de establecer un negocio propio como ya lo había hecho al comienzo de su carrera. En un año, publicó las primeras nueve ediciones y otras treinta y dos en asociación con otros editores. También formó parte de «la selección del círculo del editor reunida en el Chapter Coffee House», centro social y comercial para la vida de los editores y vendedores de libros del siglo XVIII en Londres. Importantes empresas dedicadas a la publicación y numerosos escritores iniciaron su carrera en el club del Chapter Coffee House.
En 1768 Johnson se asoció con John Payne (Johnson fue probablemente el socio principal), y al año siguiente publicaron cerca de cincuenta títulos. Bajo la influencia de Johnson y Payne, la firma publicó una gama más amplia de obras que las que había publicado en la época de Johnson y Davenport. Pese a que Johnson cuidaba sus intereses financieros, no publicó trabajos para enriquecerse. Los proyectos que alentaban a un libre debate fueron fruto de su trabajo; por ejemplo, ayudó a Priestley a publicar Theological Repository, un fracaso financiero que nunca fomentó el debate abierto de cuestiones teológicas. Aunque la revista supuso grandes pérdidas para Johnson en 1770, estas no lo retrajeron sino que lo armaron de valor para publicar nuevamente.
A finales de 1760 comenzó una época de gran radicalismo en Gran Bretaña, y aunque Johnson no participó activamente en tales eventos, facilitó el discurso de quienes sí lo hicieron; por ejemplo, publicando trabajos en la disputa de la elección de John Wilkes y en la agitación en la colonias Americanas. 
A pesar de su creciente interés en la política, Johnson (con Payne) siguió publicando trabajos religiosos y, ocasionalmente, libros de viajes. Comenta Tyson: «en la primera década de su carrera Johnson fue elogiado como un editor guiado de un deseo disidente; religioso y a la vez político».

#### Incendio
Johnson estaba atravesando un momento de gran éxito como editor cuando su almacén sufrió un incendió el 9 de enero de 1770. Un periódico de Londres lo relata así:

Ayer en la mañana, entre las seis y las siete horas, un incendio se desató en la calle Paternoster Row, en Messrs. Johnson y Payne, editores, quienes ocupaban esa casa, el Sr. Cock, impresor, y el Sr. Upton, un subastador [...] Mencionaron que la casa mantenía a toda la población bíblica, a oradores comunistas, etc., pertenecientes a los propietarios de la Universidad de Oxford [...] Fue un tiempo considerable después de que los motores empezaran a jugar por sí solos, tomen en cuenta que estos comenzaron a obstruir el hielo y la nieve. Grandes cantidades de familias se despertaron por el violento sonido, y el Sr. Johnson sólo tuvo tiempo para activar la alarma que alertó a su esposa y a toda la familia, que escaparon, salvando únicamente uno de los libros de contabilidad, toda la dotación mobiliaria y comercial de la casa quedó absolutamente destruida.

Cuando Fuseli estuvo viviendo con Johnson, también perdió todo lo que tenía, incluyendo la primera impresión de Remarks on the Writings and Conduct of Jean Jacques Rousseau. La relación de Johnson y Payne se disolvió. Fue una separación amistosa, y Johnson incluso llegó a publicar algunos de los trabajos de Payne en los años siguientes.

## Década de 1770: Establecimiento
Alrededor de agosto de 1770, solo siete meses después de que el fuego destruyera el almacén y las mercancías de Johnson, este se estableció en el número 72 de St. Paul's Churchyard —el mayor almacén en una calle de editores— donde permaneció el resto de su vida. No está claro cómo consiguió Johnson tal hazaña; enigmáticamente más tarde le afirmó a un amigo que «sus amigos vinieron y lo ayudaron a comenzar de nuevo». Una de las primeras biografías del siglo XIX indica: «Sr. Johnson, ahora que usted es muy conocido, y ha sido tan respetado, en esta ocasión desafortunada, nosotros, como amigos, hemos llegado a un acuerdo: decidimos que usted debe comenzar nuevamente su negocio». Chard especula que Priestley ayudó Johnson ya que eran amigos y este no quería el peligro para el otro ni viceversa.

### Publicaciones religiosas y unitaristas

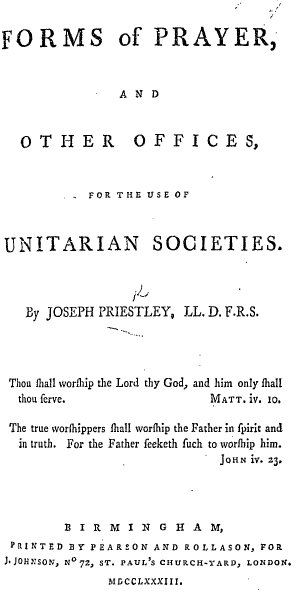
Forms of Prayer (1783) por Joseph Priestley, un unitario, liturgia publicada por Joseph Johnson.

Inmediatamente después de la reapertura de su negocio, Johnson comenzó a publicar trabajos teológicos y políticos de Priestley y otros disidentes. Hacia 1770, Johnson empezó a publicar trabajos más específicos como los de los unitarios, así como textos que abogaban por la tolerancia religiosa; también estuvo implicado en los movimientos unitarios. Sirvió como conducto para propiciar la información entre los disidentes en todo el país y proveyó a los editores provinciales de publicaciones religiosas, de tal modo que permitió a los disidentes distinguir sus creencias fácilmente. Johnson participó con gran ahínco en abrogar la Test Act y la Corporation Act de 1661, que restringieron los derechos civiles de los disidentes. En un período de seis años, desde 1770, Johnson fue el responsable de publicar casi la mitad de los trabajos de los unitarios. Continuó con sus aportaciones en 1787, 1789, y en 1790, cuando los disidentes introdujeron sus textos de abrogación en el parlamento, y publicó gran parte de las obras de Priestley y otros disidentes que apoyaron la abrogación.
Johnson ayudó también en la fundación de la primera capilla de unitarios en Londres, por parte de Theophilus Lindsey. Obtuvo el edificio en la calle de Essex y su licencia, aunque con una cierta dificultad, ya que en el siglo XVIII los unitarios eran temidos. Para financiar la apertura de la nueva capilla, además de ayudar a los amigos, Johnson publicó el sermón inaugural de Lindsey, que lo vendió en slo cuatro días. Johnson continuó atendiendo y participando activamente en esta congregación a través de su vida. Lindsey y el ministro de la iglesia, Juan Disney, se convirtieron en dos de los escritores más activos de Johnson. En 1780, Johnson continuó abogando por el Unitarismo y publicó una serie de escritos polémicos en los que Priestley debatía su legitimidad. Estos escritos no hicieron millonario a Johnson, sino que se convinieron en su filosofía del libre debate y de tolerancia religiosa. Johnson también pasó a ser el editor de la Sociedad para Promover el Conocimiento de las Escrituras, un grupo de unitarios determinados a lanzar los nuevos materiales y comentarios de la adoración en la Biblia.
Aunque se conoce principalmente a Johnson por publicar trabajos del Unitarismo, principalmente por las obras de Priestley, también se le conoce por su profundo e inacabable apoyo a los disidentes, a los anglicanos y al Pueblo judío. El hilo común que unía estas dispares publicaciones religiosas era la tolerancia religiosa. Por ejemplo, publicó la traducción que hizo en 1787 el reverendo George Gregory de De Sacra Poesi Hebraeorum, el libro del obispo Robert Lowth sobre la poesía hebrea. Gregory publicó otras muchas obras con Johnson, como los Essays Historical and Moral («Ensayos históricos y morales», en 1785) y Sermons with Thoughts on the Composition and Delivery of a Sermon («Sermones acompañados de ideas sobre la composición y presentación de un sermón», en 1787). Gregory ejemplificaba el tipo de autor con el que Johnson prefería trabajar: industrioso o emprendedor y de ideas liberales, pero no inclinado a la autoglorificación. Sin embargo, como escribe Helen Braithwaite en su estudio sobre Johnson, «sus oponentes veían también su actitud pluralista ilustrada como una actitud inherentemente permisiva, que abría la puerta a toda suerte de cuestiones insalubres y al escepticismo, en conflicto con las estables virtudes de la religión y la autoridad establecida».

### Revolución americana
En parte, como resultado de su asociación con los disidentes británicos, Johnson se convirtió en el editor oficial de folletos y sermones en defensa de los Revolucionarios americanos. Comenzó ayudando a Priestley con Address to Protestant Dissenters of All Denominations y on the Approaching Election of Members of Parliament (1774), lo cual obligó a los disidentes a votar a favor de candidatos que colonizarían la libertad de América. Johnson continuó con sus publicaciones antigobierno y sus folletos a favor de la Revolución americana con sermones fomentando el ayuno escritos por Joshua Toulmin, George Walker, Ebenezer Radcliff, y Newcome Cappe. Braithwaite describe que Johnson «articuló muy bien sus críticas hacia el gobierno» y que «no sólo fueron inusuales, también fueron potencialmente subversivas y perturbadoras», y que Johnson llegó a la conclusión de que la decisión de publicar gran parte de este material indica que apoyaba las decisiones políticas. Por otra parte, Johnson describió a Braithwaite y lo llamó como «probablemente el inglés más influyente en defender a los colonistas», como Richard Price en Observations on the Nature of Civil Liberty (1776). Más de sesenta mil copias de este material fueron vendidos en un año. En 1780 Johnson también publicó su primera obra política recogida luego por Benjamin Franklin en Inglaterra, una obra política de mucho riesgo ya que en ese entonces las colonias americanas se encontraban en rebelión. Johnson no solía reproducir los textos coloniales con sus vínculos en la revolución, sino que estos fueron difundidos principalmente a través de disidentes. Así pues, las obras coloniales publicadas por Johnson hicieron hincapié en la independencia y en los derechos de los disidentes que luchaban por «el derecho a la petición de reparación de agravio, el mantenimiento y la protección de la igualdad de derechos civiles, y el derecho inalienable a la libertad de conciencia».

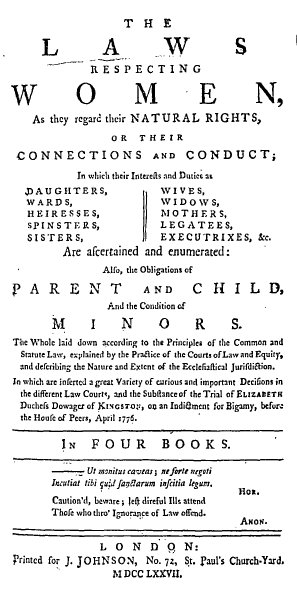
Laws Respecting Women (1777), publicado por Johnson, ayudado por Mary Wollstonecraft con el fondo del libro de Mary; María: o, las injusticias de la mujer (1798).

### Textos informativos
Después de 1770, Johnson comenzó a publicar una amplia gama de libros, particularmente textos científicos y de medicina. Uno de los más importantes fue el de John Hunter A Natural History of the Human Teeth, Part I (1771), el cual elevó «a la odontología al nivel de la cirugía». Johnson también apoyó a los médicos cuando cuestionaban la eficacia de algunas curas, como el caso de John Millar en su obra Observations on Antinomy (1774), la cual declaraba que el libro Dr. James's Fever Powder era poco confiable. Esta fue una publicación riesgosa para Johnson, porque Dr. James's Fever Powder era muy popular y el editor del libro, John Newbery, había cosechado su fortuna vendiéndolo. En 1777 Johnson publicó su obra notable Laws Respecting Women, as they Regard Their Natural Rights («Las leyes respetando a las mujeres, recalcando sus derechos naturales»). Laws Respecting Women es una explicación, laica, de exactamente lo que su título sugiere. Como Tyson comenta: 

El valor final de este libro radica en amar a las mujeres con el conocimiento de sus derechos legales en situaciones en las que han sido tradicionalmente vulnerables a causa de la ignorancia.

Esta publicación anunció que comenzaría a promocionar obras sobre los derechos y las problemáticas de la mujer, —como Vindicación de los derechos de la mujer (1792)— y su apoyo a las mujeres escritoras.

### Revolución en la literatura infantil
Johnson también contribuyó a la literatura infantil. Su publicación de la obra de Barbauld Lecciones para niños (1778-79) generó una revolución en el nuevo género. Su estilo llano, diálogos de madre a hijo, y el tono conversacional inspiró a una nueva generación de autores, tales como Sarah Trimmer. Johnson alentó a otras mujeres a escribir en este género, tales como Charlotte Turner Smith, pero su recomendación siempre estuvo acompañada por una advertencia sobre lo difícil que es escribir bien para los niños. Por ejemplo, le escribió a Smith, «Tal vez no puedes emplear tu tiempo y tu extraordinario talento en una manera más útil para el público y para ti misma que escribiendo libros para niños y para jóvenes, pero sé que es extremadamente difícil lograr un estilo tan simple como es el recomendado». De igual forma, informó a William Godwin y a su segunda esposa, Mary Jane Clairmont, que había abierto una biblioteca para menores (iniciada en 1805). Johnson no solo fomentó la literatura y escritura de los niños británicos, sino que también ayudó a patrocinar la traducción y publicación de obras populares en francés tales como las de Arnaud Berquin L'Ami des Enfans (1782-83).

### Otras publicaciones
Además de libros para niños, Johnson publicó libros de texto para autodidactas, como el libro de John Hewlett Introduction to Spelling and Reading (1786), la obra de William Nicholson Introduction to Natural Philosophy (1782), y el texto de su amigo John Bonnycastle An Introduction to Mensuration and Practical Mathematics (1782). Johnson también publicó libros sobre la educación en general y la educación de las hijas, tales como el de Mary Wollstonecraft Reflexiones sobre la educación de las hijas.
A finales de 1770, Johnson se convirtió en un editor establecido. Escritores disidentes, en particular, lo solicitaron, y su casa empezó a convertirse en el centro de un radical y estimulante ambiente intelectual. Johnson estaba dispuesto a publicar opiniones sobre múltiples cuestiones, las cuales lo llevaron a ser respetado como un editor de escritores de todo el espectro político. Johnson publicó muchos trabajos unitarios, pero también publicó obras para criticarlos a ellos; además fue un abolicionista, en sus obras publicadas estaba a favor de la trata de esclavos, apoyó a la inoculación, pero también publicó obras críticas de la práctica.

## Década de 1780: Éxito
Durante la década de 1780, Johnson alcanzó el éxito: le fue bien económicamente y su empresa publicó más libros asociándose con otras. Aunque Johnson había comenzado su carrera como un editor relativamente prudente de las publicaciones religiosas y científicas, fue capaz de tomar los más grandes riesgos y alentó a sus amigos para recomendar sus obras, creando una red informal de encuestas. Sin embargo, la empresa de Johnson nunca fue grande, y por lo general solo había un asistente y nunca hubo un aprendiz. Solo en los últimos años de su vida dos de sus familiares le ayudaron.

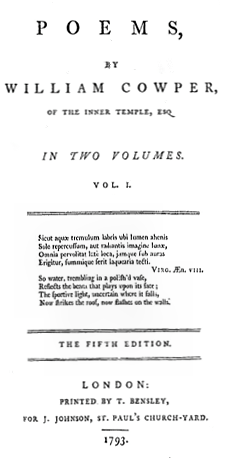
A pesar de haber comprado los derechos de autor, Johnson generosamente le dio a William Cowper las ganancias de la quinta edición de Poems.

### Literatura
Una vez que la situación financiera de Johnson fue segura, este comenzó a publicar obras de autores literarios, pero sin duda el que más influencia dejó fue el poeta William Cowper. Johnson financió con su propio dinero los Poemas (1782) de Cowper, y su obra The Task (1784), lo cual fue una acción generosa en una época en la que los autores solían ser obligados a tomar el riesgo de la publicación, y fue recompensado con las altas ventas de ambos volúmenes. Johnson publicó muchos trabajos de Cowper, incluyendo la sátira anónima Anti-thelyphora (1780), que se burlaba del trabajo del primo de Cowper, el reverendo Martin Madan, quien defendía la poligamia como una solución para la prostitución. Johnson incluso editó y criticó la poesía de Cowper en un manuscrito, «para gran ventaja de los poemas», según Cowper. En 1791, Johnson publicó las traducciones de Cowper de las Epopeyas Homéricas (ampliamente editadas y corregidas por Fuseli) y tres años después de la muerte de Cowper en 1800, Johnson publicó una biografía del poeta por William Hayley.
Johnson nunca publicó mucha «literatura creativa»; Chard atribuye esto a «un calvinista de persistente hostilidad a la literatura 'imaginativa'». Muchos de los trabajos literarios de Johnson fueron religiosos y didácticos. Algunas de sus producciones más populares de este tipo fueron sus antologías; la más famosa probablemente es The Speaker de William Enfield (1774), que pasó a través de múltiples ediciones y generó muchas imitaciones, tales como la de Wollstonecraft The Female Speaker.

### Publicaciones médicas y científicas
Johnson continuó con su interés en la publicación de textos médicos prácticos entre los años 1780 y 1790; durante la década de 1780, publicó algunas de sus obras más significativas en el ámbito de la medicina. Según un amigo de Johnson, el médico John Aikin, intencionalmente estableció una de sus primeras tiendas en «la calle de los estudiantes de medicina por la que transitaban para ir a los hospitales municipales», donde los estudiantes pudiesen ver sus productos, lo que lo llevó a establecerse en la literatura médica. Johnson publicó las obras de los científicos disidentes reunidas a través de Priestley y Barbauld, como los libros de Thomas Beddoes y Thomas Young. También publicó el libro para niños sobre las aves producido por el empresario Samuel Galton y la Sociedad Lunar y traducido por Carlos Linneo System of Vegetables (1783). De la misma manera publicó obras de James Edward Smith, «el botánico que introdujo el sistema de Carlos Linneo a Inglaterra».
En 1784, Johnson se encargó de la publicación del libro de John Haygarth An Inquiry How to Prevent Small-Pox, que promovió el entendimiento y el tratamiento de la viruela. Johnson publicó varias obras posteriores de Haygarth que promovieron la inoculación (y después la vacuna) para la salud, así como una cuarentena para los enfermos. También publicó los trabajos de James Earle, un destacado cirujano, cuyo importante libro sobre Patología fue ilustrado por William Blake, y la obra de Matthew Baillie Morbid Anatomy (1793), «el primer texto de patología dedicado a la ciencia exclusivamente por la sistemática disposición y diseño».
Johnson no solo publicó la mayoría de las obras teológicas de Priestley, sino que también publicó sus obras científicas, Experiments and Observations on Different Kinds of Air (1774-77) en donde Priestley anunció el descubrimiento del oxígeno. Johnson también publicó las obras de Carl Wilhelm Scheele y Antoine Lavoisier, en donde ambos formularon sus propias demandas de haber descubierto el oxígeno. Cuando Lavoisier comenzó a publicar obras en Francia en la famosa «revolución química» que él mismo había creado (que incluía las nociones modernas de los elementos y sus compuestos), Johnson tradujo e imprimió las obras de inmediato, a pesar de su asociación con Priestley quien argumentó energéticamente en contra de Lavoisier y de su nuevo sistema. Johnson fue el primero en publicar una edición en inglés de Lavoisier en la fase inicial de sus escritos sobre la química y la mantuvo en un debate en curso. Las obras se vendieron bien y provocaron que aumentase la popularidad de Johnson entre los científicos.

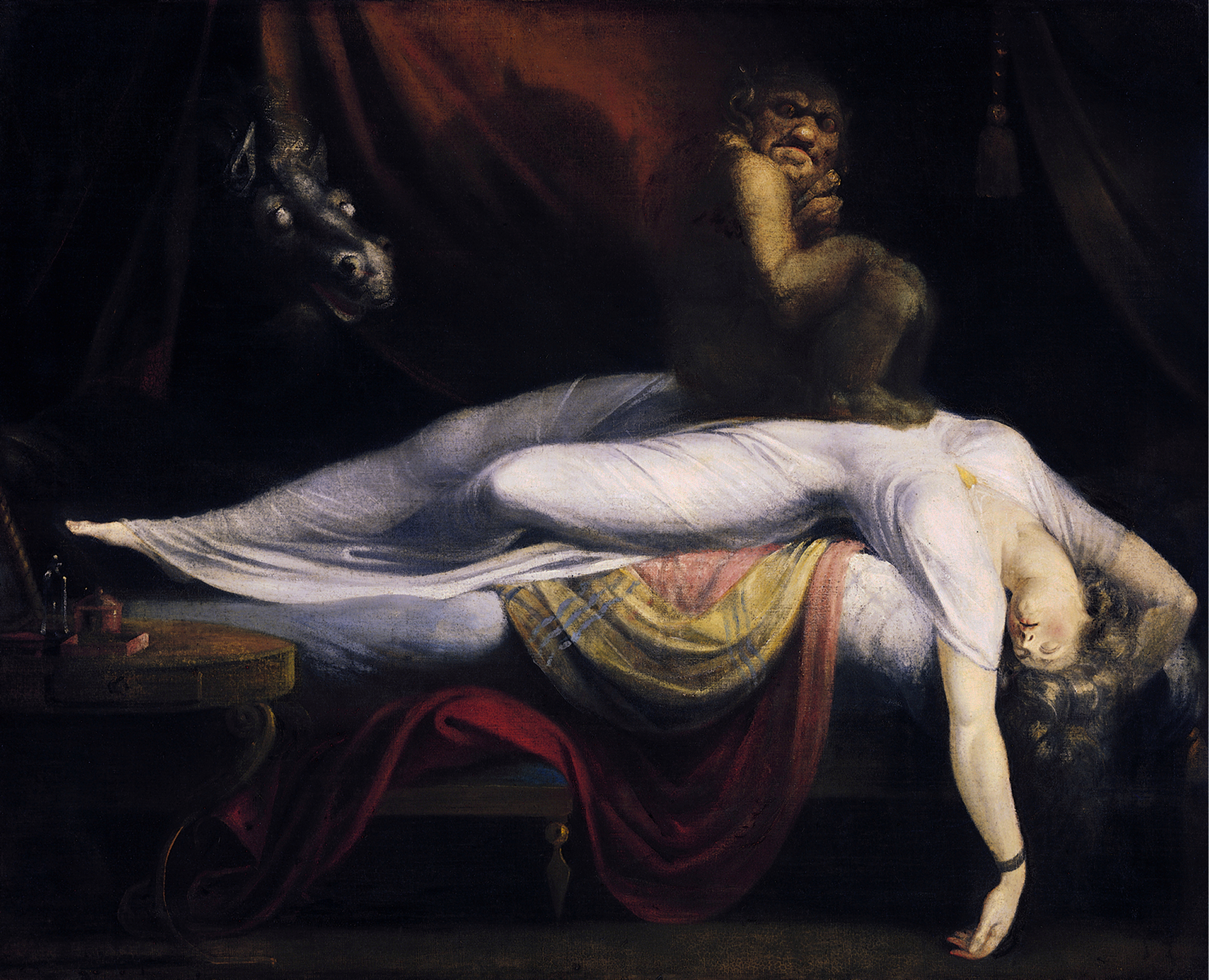
Junto con el retrato de Priestley, La pesadilla por Henry Fuseli (1781) estaba colgada en la sala de Johnson.

### El Círculo Johnson y sus cenas
Con el tiempo, la casa de Johnson se convirtió en un nexo para los pensadores radicales, que apreciaban su espíritu abierto y generoso y su humanitarismo. Aunque por lo general estaban muy separados geográficamente (ciertos pensadores estaban más en comunicación con Johnson por el lugar donde vivían a diferencia de otros), por ejemplo, algunos pensadores se reunían para debatir en la casa de Johnson en Londres, generalmente durante la cena. Esta red no solo puso en contacto a los autores unos con otros, sino que también trajo nuevos escritores a la empresa de Johnson. Por ejemplo, Priestley presentó a John Newton a Johnson, Newton a John Hewlett, y Hewlett invitó a Mary Wollstonecraft, quien le notificó a Mary Hays quien trajo a William Godwin. Con esta amplia red de conocidos y la reputación del libre pensamiento en las publicaciones, Johnson se convirtió en el editor favorito de una generación de escritores y pensadores. Reuniendo personas inventivas y reflexivas, «ocupó un lugar en el corazón de la vida intelectual británica» durante más de veinte años. Es importante destacar que el círculo Johnson no estaba conformado en su totalidad por liberales o radicales. Chard hace hincapié en que «no se reunían para hablar de liberalismo político, sino por un interés común en sus ideas, en la investigación libre, y en la expresión creativa en diversos campos».
Como lo cita Tyson, aunque el «círculo Johnson» es usualmente nombrado en singular, hubo al menos dos de esos «círculos». El primero fue hecho por un grupo de socios de una organización británica: Fuseli, Gregory, Bonnycastle, y Geddes. El segundo estaba constituido por los escritores de Johnson, como Priestley, Thomas Henry, Thomas Percival, Barbauld, Aikin, y Enfield. Después, más radicales se unieron, incluyendo a Wollstonecraft, Wakefield, John Horne Tooke, y Thomas Christie.
Las cenas de Johnson se convirtieron en legendarias y, según la evidencia de los periódicos de la época, una gran cantidad de personas asistía a cada una de ellas. Aunque hubo pocas personas que asistieron regularmente, excepto los amigos más cercanos de Johnson (Fuseli, Bonnycastle y, después, Godwin), el gran número de intelectuales, como Thomas Paine, que participó aumentó la reputación de las cenas. El goce y el estímulo intelectual que esta cena propició está evidenciada en cartas y diarios. Anna Laetitia Barbauld le escribió a su hermano en 1784 este pequeño fragmento:

Nuestras cenas, particularmente las celebradas con Johnson, fueron verdaderamente tan sociales y divertidas, que a menudo se prolongaron demasiado. Pero recuerda que no te estoy contando un cuento para que te duermas.

En una cena en 1791, Godwin registró que la conversación se centró en «la monarquía, Tooke, [Samuel] Johnson, Voltaire, y en la religión [enfatiza Godwin]». Aunque si bien la conversación era estimulante, Johnson aparentemente solo servía a sus invitados comidas simples, como bacalao hervido, carne de ternera, vegetales y pudín de arroz. Muchas personas que estuvieron en esa cena se convirtieron en grandes amigos como Fuseli y Bonnycastle, de la misma manera que Godwin y Mary Wollstonecraft quienes finalmente se casaron tiempo después.

### Amistad con Mary Wollstonecraft

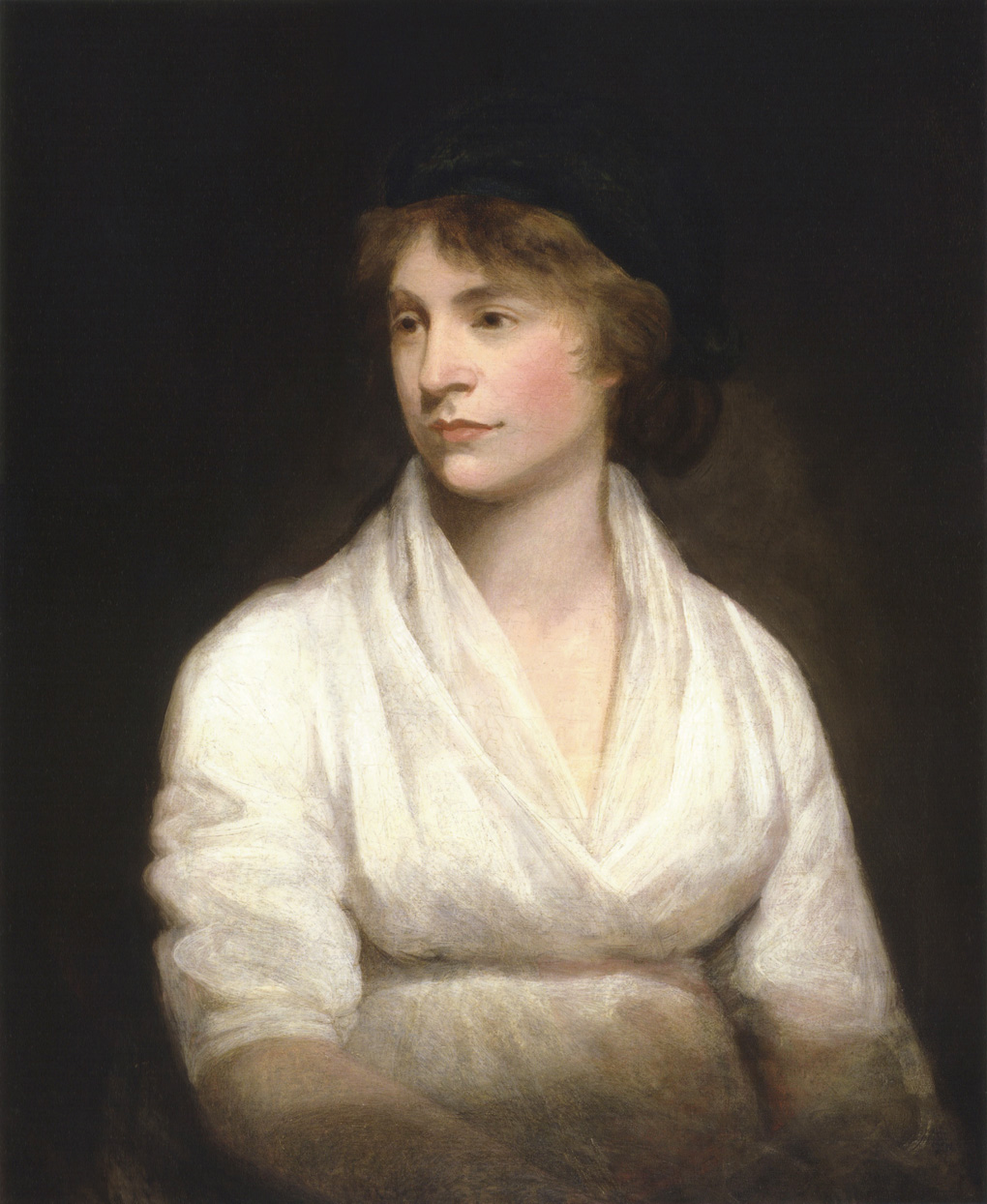
Mary Wollstonecraft (dibujo de John Opie)

La amistad entre Johnson y Mary Wollstonecraft fue fundamental en ambas vidas, e ilustra el papel activo que desempeñó Johnson desarrollando el talento literario. En 1787, Wollstonecraft se encontraba en dificultades financieras: acababa de ser despedida de un trabajo de institutriz en Irlanda y se había trasladado de regreso a Londres. Había resuelto ser escritora en una era de pocas oportunidades para las mujeres. Luego de que su maestro unitario John Hewlett le recomendó a Mary que le enviase sus libros a Johnson, éstos entablaron una duradera amistad. Johnson realizó todos los arreglos con sus acreedores, le consiguió un alojamiento y le pagó anticipadamente por su primer libro, Reflexiones sobre la educación de las hijas (1787), y por su primera novela La novela de María (1788). Johnson incluyó a Wollstonecraft en una exaltada compañía conocida como soirées, donde conoció a famosos personajes como Thomas Paine y su futuro esposo, William Godwin. Wollstonecraft, quien escribió cerca de doscientos artículos para el periódico Analytical Review, fue considerada una verdadera amiga para Johnson. Después de un desacuerdo, ella le envió la siguiente nota la mañana siguiente:

Me hiciste sentir muy mal anoche, por tu manera de hablarme. Eres mi único amigo, la única persona en la que confío. Nunca tuve un padre o un hermano: tú has ocupado el lugar de ambos, aunque desde que te conocí he sido en ocasiones muy caprichosa. Estuve pensando en mis momentos de malhumor, y me parecen como crímenes. Sinceramente tuya, Mary.

Johnson le ofreció a Wollstonecraft un trabajo de traductora de alemán y francés. Pero algo más importante fue que Johnson siempre la alentó en momentos difíciles durante la redacción de sus tratados políticos seminales de Vindicación de los derechos del hombre (1790) y Vindicación de los derechos de la mujer (1792).

## Década de 1790: Años de radicalismo

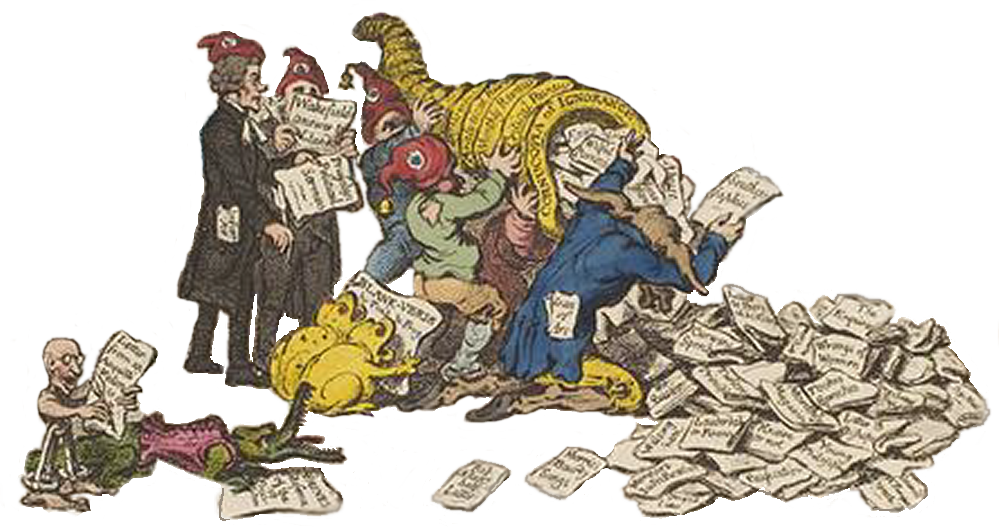
Detalle de la caricatura política de James Gillray New Morality publicada en el Anti-Jacobin Review (1798); la mayor parte de los panfletos radicales expedidos del cuerno de la ignorancia fueron publicados por Johnson: Darwin, Wakefield, Horne Tooke, Paine, Coleridge, Priestley, entre otros.

Cuando el radicalismo tomó el poder en Gran Bretaña en los años 1790, Johnson comenzó a involucrarse cada vez más en sus derivados: fue miembro de la Sociedad para la Información Constitucional, cuyo objetivo era reformar el Parlamento; publicó libros defendiendo a los disidentes ingleses luego de los Disturbios de Birmingham de 1791; y testificó en nombre de los arrestados durante los juicios por traición de 1794. Johnson publicó obras reconociendo los derechos de los esclavos, judíos, mujeres, prisioneros, disidentes, animales abusados, estudiantes universitarios a los cuales no se les permitía casarse, víctimas de asaltos, y de todos los injustamente acusados de violar la ley de pesca o cacería ilegal.
La literatura política se convirtió en la prioridad de Johnson durante la década de 1790: publicó 118 obras, las cuales fueron el 57 % de sus trabajos totales relacionados con la política. Como nota Chard, «transcurrió casi un año sin que Johnson publicase una obra en contra de la guerra o de la esclavitud». En particular, Johnson publicó obras abolicionistas, tales como la del ministro y antiguo capitán de barcos de esclavos John Newton Thoughts Upon the African Slave Trade (1788), la obra de Barbauld Epistle to William Wilberforce (1791), y la del capitán John Gabriel Stedman Narrative, of a Five Years' Expedition, Against the Revolted Negroes of Surinam (1796) (con ilustraciones de Blake). Principalmente, colaboró en la organización de The Interesting Narrative of the Life of Olaudah Equiano (1789), la autobiografía del antiguo esclavo Olaudah Equiano.
Más tarde en la misma década, Johnson se focalizó en obras basadas en la Revolución francesa, concentrándose principalmente en las propiamente francesas, pero también publicó comentarios desde América por Thomas Jefferson y James Monroe. La determinación de Johnson de publicar obras políticas y revolucionarias, sin embargo, fracturaron su círculo: los disidentes se distanciaron de los anglicanos durante la campaña para revocar el Test y el acta de 1661 y los moderadores se separaron de los radicales durante la Revolución francesa. Johnson perdió clientes, amigos y escritores, incluyendo la escritora de libros infantiles Sarah Trimmer. Braithwaite especula sobre que Johnson también perdió contactos en los negocios debido a su buena disposición para publicar obras que promovían «el desafío a las nuevas versiones de los historiadores de las Escrituras», tales como Alexander Geddes.
Los eruditos, sin embargo, afirman que exceptuando las obras de Benjamin Franklin y los panfletos de Joel Barlow, Johnson no publicó nada verdaderamente revolucionario. Se negó a trabajar con la obra de Paine Rights of Man y la de William Blake The French Revolution, por ejemplo. Es casi imposible determinar las creencias políticas propias de Johnson basándose en las anotaciones históricas. Marilyn Gaull argumenta que «si Johnson hubiese sido radical, incluso si hubiese tenido cualquier ideología política [...] esto hubiese sido por accidente.» Gaull describe el liberalismo de Johnson como el de «una persona generosa, de mente abierta e imparcial defensor de las causas ganadas y perdidas.» Su verdadera contribución, según ella, fue «ser un propagador del conocimiento contemporáneo, especialmente de la ciencia, la medicina y las prácticas pedagógicas» y un avocado al estilo popular. Alentó a todos sus escritores a usar dicción y sintaxis simples y coloquiales para que los lectores autodidactas pudiesen entender sus publicaciones. La asociación de Johnson con escritores tales como Godwin habían sido previamente utilizadas para enfatizar su radicalismo, pero Braithwaite señala que Godwin solo comenzó a formar parte del Círculo de Johnson a finales de los años 1790s; los mejores amigos de Johnson, Priestley, Fuseli y Bonnycastle, eran mucho más moderados políticamente. Johnson no era un editor populista o democrático: se focalizaba en trabajar para la clase media autodidacta.

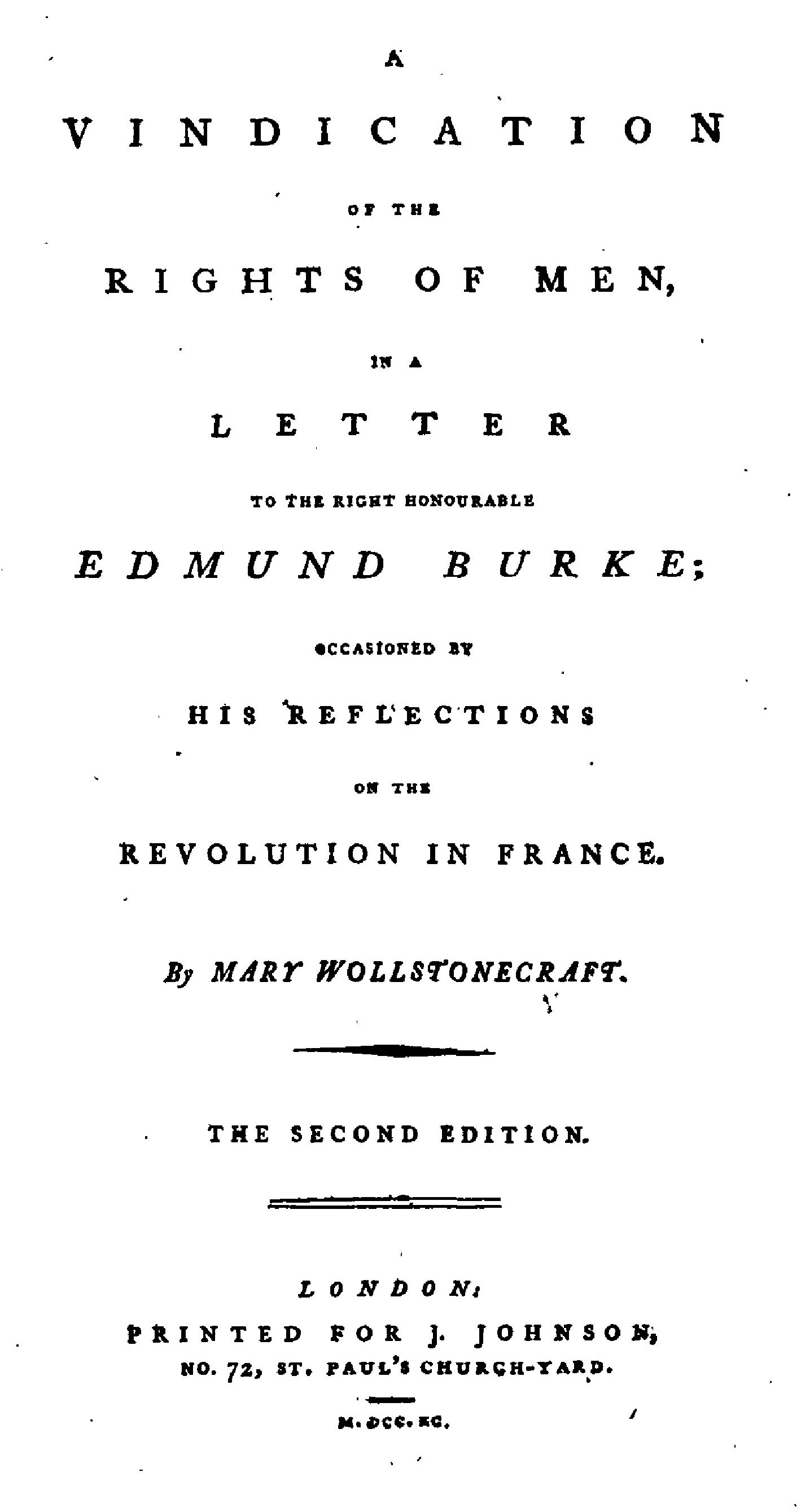
Primera página de la segunda edición de la obra de Mary Wollstonecraft Vindicación de los derechos del hombre (1790), la primera que llevó su nombre.

### Revolución francesa
En 1790, con la publicación de su obra Reflexiones sobre la Revolución francesa, el filósofo Edmund Burke lanzó la primera serie de unos feroces panfletos bélicos, los cuales se harían conocidos como la Controversia de la Revolución. Debido a que había apoyado la revolución en Estados Unidos, sus amigos y enemigos esperaban que apoyase también la Revolución francesa. Su obra, en la cual condena la Revolución, se convirtió en una sorpresa para prácticamente todos. Con un alto precio de cinco chelines, vendió más de diez mil copias en pocas semanas. Los partidarios de las Reformas, particularmente los disidentes, se vieron obligados a responder. El periódico de Johnson, Analytical Review, publicó un sumario y una crítica del trabajo de Burke luego de un par de semanas desde la publicación de los panfletos. Dos semanas después, Wollstonecraft le respondió a Burke con su obra Vindicación de los derechos del hombre. Al publicar una de las primeras y más económicas respuestas a Burke (Vindicación costó solo un chelín), Johnson se colocó en una zona de cierto riesgo. Thomas Cooper, quien también escribió una respuesta hacia Burke, fue más tarde informado por los abogados del gobierno que «aunque no se evitó que el panfleto llegase a las manos de la clase alta, el gobierno no permitirá que se coloque en un precio menor para que circule entre toda la población». Muchos otros se fueron uniendo a las réplicas y Johnson permaneció en el ojo de la tormenta. Según Braithwaite, Johnson publicó o vendió aproximadamente la cuarta parte de las obras en las cuales se les respondía a Burke durante el próximo año.
La más notable de todas las respuestas fue la de Thomas Paine con Rights of Man. Johnson originalmente aceptó publicar la controvertida obra, pero se retractó más tarde por razones desconocidas y J. S. Jordan la publicó (y fue enjuiciado y encarcelado por esta publicación). Braithwaite especula que Johnson no estaba de acuerdo con las declaraciones republicanas y radicales de Paine y que estaba más interesado en promover los derechos de los disidentes, lo cual demostró en el resto de las obras que publicó. Luego de que el riesgo inicial había sido tomado por Jordan, sin embargo, Johnson publicó la obra de Paine en una edición de mayor precio, la cual era improbable que estuviese violando la ley. Pese a esto, cuando Paine también fue arrestado, Johnson colaboró recaudando fondos para liberarlo y esconderlo de las autoridades. Una sátira contemporánea sugiere que Johnson salvó a Paine de ir a la cárcel: 

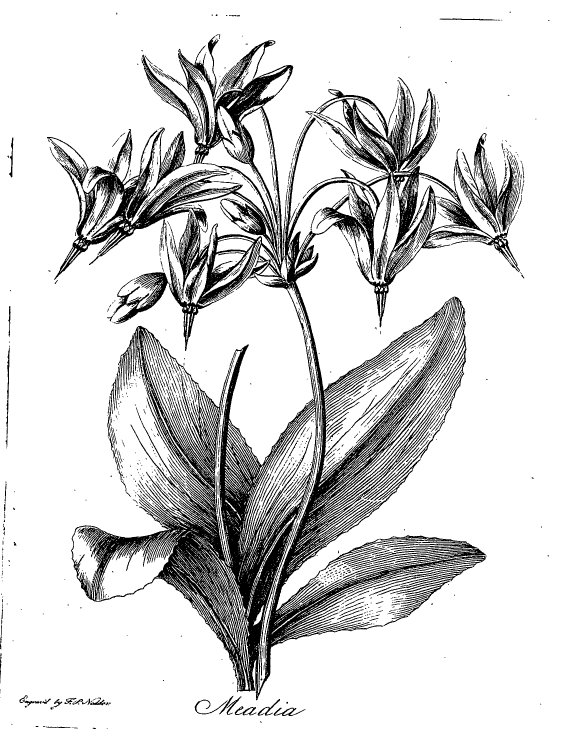
Placa grabada por William Blake de la obra de Erasmus Darwin El jardín botánico (1791).

Alarmado por el atractivo popular de Rights of Man, el rey lanzó una proclamación contra las obras sediciosas en mayo de 1792. Los editores e impresores de libros repudiaron la ley, desembocando en los juicios por traición de 1794. Johnson testificó, distanciándose públicamente de Paine y Barlow, a pesar del hecho de que los acusados habían sido tratados en forma comprensiva por el jurado.

### Poesía
Durante la década de 1790, Johnson publicó 103 volúmenes de poesías; el 37 % de sus obras completas en el género. Las altas ventas de las obras de Cowper y Erasmus Darwin enriquecieron la firma de Johnson. El libro innovador de Darwin El jardín botánico (1791) fue particularmente exitoso: Johnson le pagó 1000 guineas antes de que incluso fuese lanzado a la venta y compró los derechos de autor por £800, una suma particularmente alta. El poema contiene tres secciones escritas en forma de diálogo entre el poeta y su editor. Tyson comenta que «aunque las preguntas del editor, de mente práctica, pueden considerarse una parodia de Johnson, es probable que Darwin no lo hubiese tenido a él ni a nadie en particular en mente». Luego del éxito de The Botanic Garden, Johnson publicó la obra de Darwin sobre la evolución, Zoonomia (1794-96); su tratado A Plan on the Conduct of Female Education (1797); Phytologia; or, the Philosophy of Agriculture and Gardening (1800); y su poema The Temple of Nature (1803). Según Braithwaite, The Temple of Nature era Zoonomia en verso y «con un punto de vista muy materialista con respecto al universo».
Johnson continuó publicando obras poéticas de Aikin y Barbauld además de George Dyer, Joseph Fawcett, James Hurdis, Joel Barlow, y Edward Williams. La mayor parte de los poetas a los que Johnson promocionó y de los cuales publicó sus obras no son recordados hoy en día. Sin embargo, en 1793, Johnson publicó los libros de William Wordsworth An Evening Walk y Descriptive Sketches; continuó siendo el editor de Wordsworth hasta que un desacuerdo los distanció en 1799. Johnson también lanzó a la venta Fears of Solitude, de Samuel Taylor Coleridge (1798). Aparentemente eran buenos amigos, ya que Coleridge le confió sus libros, dejándolos en la tienda de Johnson mientras viajaba por Europa.
Johnson trabajó con el ilustrador William Blake durante casi veinte años: Johnson comisionó alrededor de cien grabados de Blake (más que cualquier otro editor) incluyendo la segunda edición de la obra de Wollstonecraft Original Stories from Real Life (1791) y la de Darwin Botanic Garden. Johnson también pudo haber tenido una relación con Blake como escritor, juzgándolo a través de la escritura de su French Revolution (1791). Sin embargo, en An Island in the Moon, Blake representa a Johnson como «un editor sin valores estéticos, cuyas preguntas repetitivas demuestran su ignorancia».

### Traducciones
Como parte de su esfuerzo para exponer ante el público obras originalmente escritas en idiomas extranjeros, Johnson facilitó la traducción de textos educativos, de ficción y de filosofía (estaba menos interesado en traducir novelas populares). En particular, promovió la traducción de las obras de franceses perseguidos por sus ideas, tales como el libro de Condorcet Outlines of an Historical View of the Progress of the Human Mind (1795) y el de Madame Roland An Appeal to Impartial Posterity (1795), el cual publicó en inglés semanas después de su lanzamiento en Francia. Su publicación de una traducción de Les Ruines, ou médidations sur les révolutions des empires (1791), una obra deísta de Constanin Volney, se convirtió rápidamente en un éxito de ventas. Johnson también tradujo algunos de los libros infantiles franceses más prominentes, tales como las obras de Madame de Genlis. 
La contribución más significativa de Johnson en esta área fue su promoción de la literatura en idioma alemán. Fuseli lo alentó a publicar traducciones de autores alemanes nuevos e importantes, tales como Goethe y Schiller. Johnson fue uno de los pocos editores británicos en organizar la traducción de libros de filosofía moralista durante los años 1790s, y su traducción publicada más importante fue posiblemente Ideen zur Philosophie der Geschichte der Menschheit (1776) de Johann Herder, la cual presentó varios de los métodos históricos y antropológicos de pensamiento ya presentes en el continente europeo a los británicos. En lugar de intentar reproducir textos religiosamente, casi todas de las traducciones publicadas por Johnson siguieron el modelo del siglo XVIII de adaptar libremente los textos, por ejemplo sustituyendo los nombres alemanes con versiones británicas.

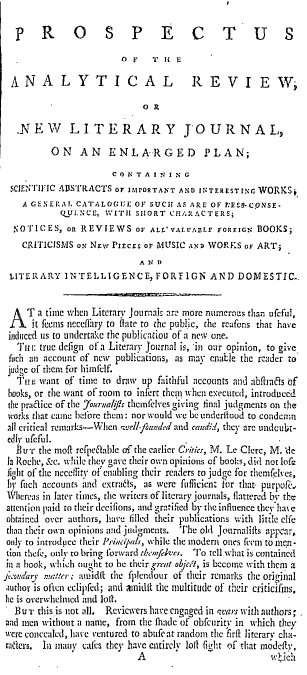
Prospecto de Analytical Review (1788), parte de la "República de Cartas".

### Analytical Reviewy otros periódicos
Los primeros periódicos de Johnson, Gospel Magazine (1766-?), The Universal Museum and Complete Magazine (1765–1770), y The Monthly Record of Literature (1767), como varias publicaciones similares del siglo XVIII, duraron poco tiempo, pero sus intentos posteriores tuvieron mucho más éxito. En 1783, financió el primer periódico trimestral de medicina en Londres, el London Medical Journal, fundado por Samuel Foart Simmons, un prominente médico. Explicando los objetivos del periódico, Simmons escribió que proporcionaría «una descripción de los libros de medicina nuevos y descubrimientos útiles en la materia, y al mismo tiempo tendrá ensayos originales». El diario fue publicado hasta 1790, cuando fue reemplazado por otra iniciativa de Johnson-Simmons, Medical Facts and Observations, el cual duró hasta 1797.
En 1788, Johnson y Thomas Christie, un unitario y liberal, fundaron el Analytical Review. Era una publicación polémica, y les ofrecía a los lectores un sumario y un análisis de la gran cantidad de nuevas publicaciones expedidas por la prensa a finales del siglo XVIII, además de proveer un foro para las ideas radicales, políticas y religiosas. Aunque si bien el periódico era imparcial, sus artículos a menudo criticaban la administración llevada a cabo por Pitt y el accionar de los revolucionarios franceses. Tyson lo llama «el periódico más abierto de su época», pero Chard argumenta que «nunca fue particularmente estridente ni radical». También promovía las publicaciones en idiomas extranjeros de escritos científicos, filosóficos y literarios, particularmente los publicados en francés y alemán. En comparación con los anteriores periódicos de Johnson, los cuales por lo general eran «esfuerzos marginales», el Analytical Review fue muy popular. Con 1500 copias por edición, no tuvo la circulación del Gentleman's Magazine, el cual promedió 4550, pero fue influyente a pesar de su público más limitado. Su homólogo y némesis era el Anti-Jacobin Review, creado específicamente para contrarrestar los efectos del Analytical y otros periódicos radicales. El Analytical fue suspendido a finales de 1798, luego de los fallecimientos de Christie y Wollstonecraft en 1796 y 1797 respectivamente, y del retiro de otros editores contribuyentes.
En 1796 Johnson decidió empezar la revista The Monthly Magazine. Fundada por su vecino Richard Phillips y editada por su amigo John Aikin, se basó en los intereses de los disidentes y fue responsable de exportar los pensamientos alemanes a Inglaterra. Según Marilyn Butler, la revista «combinó las mejores características de los periódicos del siglo. Tenía contenido misceláneo, pero más intelectual y estudioso que Gentleman's Magazine; de fácil comprensión para los lectores, confió en el intelecto de la clase media liberal que quiso una lectura innovadora y no una clásica», como las revistas Blackwood's y Fraser's.

### Cambios políticos
Con el comienzo de la violencia y del Reinado del Terror (1793-94), los británicos que inicialmente habían apoyado la Revolución francesa comenzaron a revaluar su posición y el gobierno fue preocupándose más por la posibilidad de una revolución británica similar a la francesa. El apoyo hacia el radicalismo que había prevalecido a principios de la década de 1790 se disipó. Los editores fueron encarcelados y enjuiciados por libelo sedicioso, y varios de los autores de Johnson dejaron de escribir o cambiaron sus puntos de vista, tornándolos conservadores. Solo unos pocos, como Paine, continuaron con sus ideales. Luego de haber sido obligado a testificar en el juicio de Paine y Thomas Hardy, Johnson publicó menos obras polémicas, entre ellas la de Joel Barlow Advice to the Privileged Orders (1792). Braithwaite la describe como «sin lugar a dudas, lo más extremista que Johnson publicó». Sin embargo, una vez que salió a la luz que Barlow, como Paine, se había radicalizado, Johnson se negó a publicar sus obras. En 1794 Johnson incluso consideró emigrar a América con Priestley para escapar de la presión creciente que sentía de los conservadores y del gobierno.

#### 1798: Juicio y encarcelamiento
Luego de la provocativa obra de Paine Rights of Man en 1791, en Gran Bretaña se estableció la ley de sedición y, en 1798, Johnson y varios otros fueron enjuiciados por vender la obra de Gilbert Wakefield A Reply to Some Parts of the Bishop Llandaff's Address to the People of Great Britain, un libro unitario que atacó a la posición privilegiada de las personas adineradas. La acusación contra Johnson, escrita en un rollo de pergamino de seis pies de longitud, declaró, en síntesis: 

El Abogado General de nuestro Señor el Rey [...] la corte ha considerado que Joseph Johnson, editor de libros de Londres, se ha comportado de manera maliciosa, sediciosa y mal intencionada, por lo que ha causado la insatisfacción de nuestro Rey [...] maliciosa y sediciosamente publicó y promovió la publicación de libros escandalosos y con libelo sedicioso.

Prisión del Rey Bench, por Augustus Pugin y Thomas Rowlandson (1808–11), en donde Johnson cumplió su condena de seis meses. Pudo seguir con su negocio desde la cárcel y acumuló deudas por parte de los escritores.

Braithwaite explica, «a un jurado británico, en efecto, se le preguntó si las intenciones de Joseph Johnson como editor eran realmente peligrosas y radicales como las de Thomas Paine». Un artículo del Analytical Review incluso mostró una evidencia en contra de Johnson. A pesar de haber retenido a Thomas Erskine como su abogado, quien había defendido a Hardy y a Horne Tooke en los juicios por traición de 1794, y por tener referencias por parte de George Fordyce, Aikin, y Hewlett, Johnson fue multado con £50 y sentenciado a una condena de seis meses en la cárcel del Rey Bench en febrero de 1779. 
Los amigos de Johnson acusaron a Erskine de haber utilizado el juicio como plataforma política sin pensar en los intereses de su cliente. El encarcelamiento de Johnson no fue severo; siendo relativamente adinerado, Johnson rentó un hogar para sí mismo dentro de la prisión, en donde continuó publicando sus soirées semanales.
Aunque Johnson aún creía en el libre intercambio de ideas y no había cambiado por su estadía en la prisión, sus hábitos de publicación cambiaron dramáticamente. Luego de que fue liberado, Johnson publicó muy pocas obras políticas y ninguna de ellas fue controvertida. Otros editores siguieron su ejemplo, y un amigo de Johnson, el ministro unitario Theophilus Lindsey, escribió que «el destino de Johnson los influenció a todos». Johnson perdió escritores luego del juicio y experimentó un notable déficit en su negocio. Sin embargo, fue contratado por nuevos autores, sus amigos incondicionales como Priestley comenzaron a quejarse de que no atendía su propio negocio, y se vio obligado a terminar con la publicación de Analytical Review.

## Década de 1800: Últimos años y fallecimiento
Cuando el negocio de la publicación empezó a cambiar a finales del siglo XVIII y principios del XIX, las grandes librerías pasaron a ser pequeñas e independientes. Johnson no intentó crear o unirse a una de esas nuevas firmas. A finales de la década de 1790 y a principios de 1800, el negocio de Johnson declinó, particularmente cuando sus socios, John Miles y Roland Hunter, comenzaron a hacerse cargo del manejo diario; Miles era indiferente al negocio, y Hunter no tenía el olfato comercial de Johnson o su habilidad de elegir manuscritos exitosos. En enero de 1806, los locales de Johnson sufrieron un segundo incendio, el cual destruyó el edificio y todos sus libros.
Aunque ya no participaba activamente en la rutina del negocio, Johnson aún estaba interesado en los eventos políticos. Por ejemplo, encabezó las luchas de los editores de Londres y de Westminster para obtener una nueva ley de derechos de autor en 1808. Además, a pesar de que Johnson no volvió a publicar libros políticos controversiales luego de su encarcelamiento, todavía aceptaba publicaciones importantes. Como ejemplo, administró la publicación de una obra de cuarenta y cinco volúmenes titulada The British Essayists, editada por Alexander Chalmers; las obras completas de Samuel Johnson; y diez volúmenes de libros de Shakespeare. También publicó ocasionalmente obras de nuevos autores reconocidos, tales como el economista político Thomas Malthus, cuyo libro Essay on the Principle of Population (1798) propulsó un largo debate entre idealistas y pragmatistas. Su énfasis en los libros educativos continuó o incluso se incrementó a medida que su interés en publicar obras políticas polémicas disminuía. También continuó ayudando a sus amigos, como a Godwin, quien necesitó un rescate financiero luego de la publicación de su obra, Faulkener, la cual le había costado £800.
Los autores de Johnson se fueron volviendo más frustrados hacia él sobre el final de su vida. Wakefield lo llamó «sin cerebro, insípido e inactivo» y Lindsey lo describió como «un hombre digno y muy honesto, pero incorregiblemente descuidado, incluso para su propio perjuicio». Priestley, por ese entonces en Pensilvania, finalmente rompió su amistad de cuarenta años con el editor, cuando sus órdenes de libros se vieron demoradas por varios días y Johnson no logró comunicarse con él agradeciendo la publicación de sus obras. La mayor parte de los autores que se pelearon con Johnson fueron los escritores de obras religiosas o literarias, las publicaciones más arriesgadas.

### Fallecimiento
Afectado por una «enfermedad respiratoria crónica» durante varios años, Johnson murió en su hogar y oficina el 20 de diciembre de 1809, a los 71 años de edad. La naturaleza exacta de este hecho no está claro, pero su sobrino nieto Miles le escribió a Maria Edgeworth que Johnson sufrió espasmos y asma cerca del final de su vida. Debido a que nunca contrajo matrimonio, legó su negocio a sus sobrinos nietos, Hunter y Miles (Hunter se hizo cargo de la empresa, pero no pudo retener a la lista de escritores de Johnson y avanzó con dificultad debido a su falta de «inteligencia» financiera). La fortuna de Johnson, de 60 000 libras, fue repartida entre sus amigos y su familia: por ejemplo, le dejó una anualidad de £200 a Fanny Imlay, hija de Mary Wollstonecraft, y otra de £100 a uno de los hijos de Joseph Priestley. Johnson fue enterrado en Fulham, en donde alquilaba una casa de campo desde 1804, bajo un epitafio compuesto por su amigo de toda la vida Henry Fuseli:

Benefactor sin ostentarlo; siempre listo para generar ventajas y para aliviar las angustias;
Sin pretensiones en su prosperidad, sin horrorizarse ante la desgracia;
Implacable para sí mismo, indulgente para los deseos de otros;
Resignado y feliz bajo la tortura y la enfermedad que destruyó gradualmente su vida.

Según Chard, los obituarios de Johnson, tanto los que fueron escritos por sus amigos como los que no lo fueron, «continuamente acentúan su generosidad y sus principios», particularmente su integridad. El obituario de William Godwin del 21 de diciembre de 1809 en el Morning Chronicle fue particularmente elocuente, describiendo a Johnson como un «estandarte en su profesión» y elogiando su modestia, y la integridad y la claridad de su mente.

## Legado
Johnson publicó más libros en diferentes campos que ningún otro editor de su época: «virtualmente cada gigante de la segunda mitad del siglo XVIII en medicina, ciencia, filosofía, pensamientos políticos, educación y poesía publicaron al menos uno de sus trabajos con Johnson». Las publicaciones de Johnson ayudaron a «desmitificar la medicina» para el público y fue de ayuda para la revolución científica. Su periódico, el Analytical Review, puede ser considerado un precursor del New Statesman. Sobre el final de su carrera, Johnson había adquirido una mayoría o un monopolio en la publicación de obras de: Shakespeare, Milton, Alexander Pope, Joseph Addison, Richard Steele, Samuel Johnson, y todos los novelistas principales del período (excepto Samuel Richardson).
Johnson fue reconocido por haber fomentado el desarrollo de nuevos escritores preocupándose por incrementar sus beneficios, y por imprimir sus obras en principio, sabiendo incluso si tendrían poco éxito. Su arriesgada publicación de la obra de Joel Barlow Advice to the Privileged Orders (1792), por ejemplo, vendió 600 copias y apenas tuvo reconocimiento. También ayudó a propulsar a las escritoras, un papel que presentó a la mujer en la literatura solo sobre el final del siglo XVIII en Gran Bretaña. Publicando libros de Anna Laetitia Barbauld, Charlotte Smith, Mary Hays, Mary Wollstonecraft, y Maria Edgeworth, les dio a las mujeres la oportunidad de demostrar que podían ser autoras exitosas y relevantes. Adicionalmente, publicó obras promoviendo la igualdad de la mujer, tales como An Appeal to the Men of Great Britain (1798) de Hays, la cual pedía que se llegase al final del poder tiránico de los hombres por sobre las mujeres; el periódico de Johnson Analytical Review criticó extensiva y positivamente la obra.

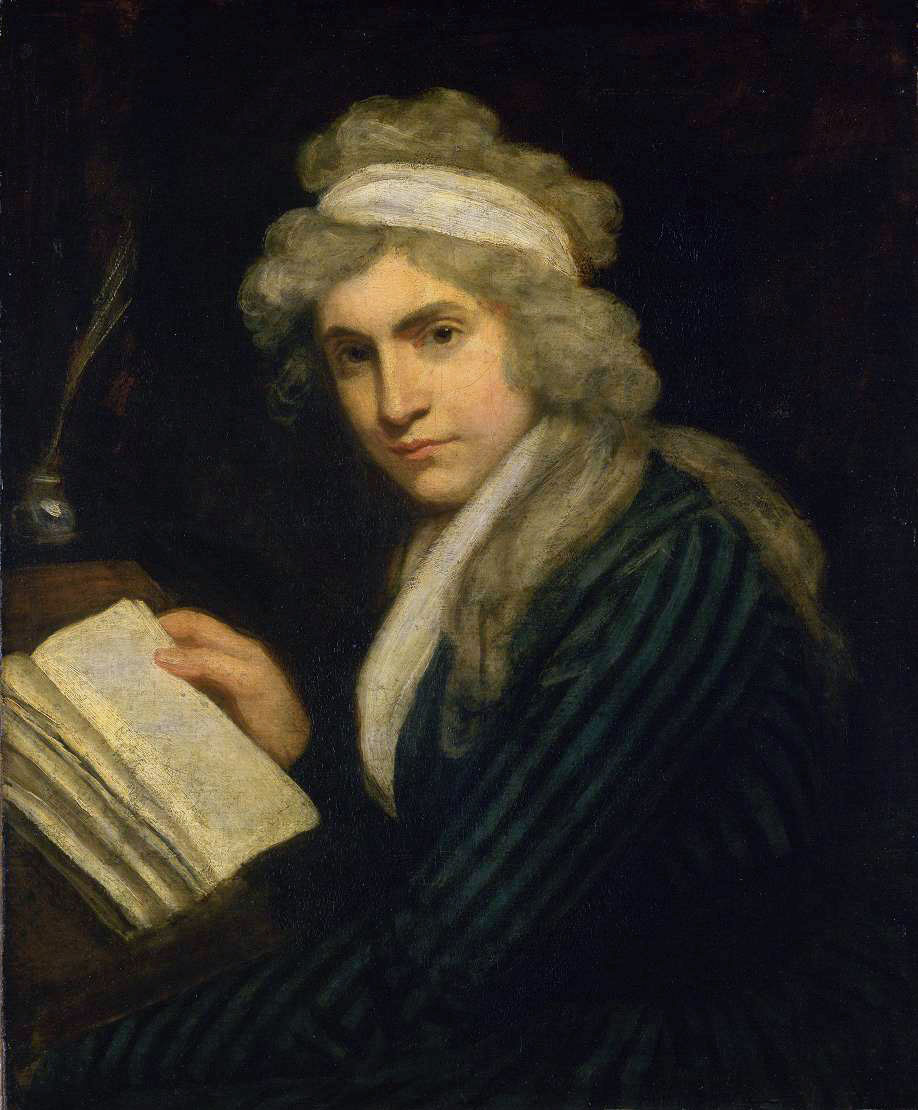
Mary Wollstonecraft, por John Opie (c. 1791), una de las escritoras que Johnson promovió y asistió, quien lo consideró un hermano y un padre.

Johnson tenía la facilidad de reconocer nuevos talentos literarios y de atraer la atención del público con obras innovadoras. Principalmente, funcionaba como catalizador uniendo a autores diferentes entre sí. Mientras Johnson promocionaba a sus autores, se retiraba a sí mismo a una posición inferior. Su amigo John Aikin explicó que tenía «una aversión hacia todo tipo de soberbia y ostentación». El personaje sin pretensiones de Johnson les dejó escaso material a los historiadores y a los críticos literarios para reconstruir su vida. Durante 200 años, se asumió que todo el negocio de Johnson y su correspondencia había sido destruido, pero a comienzos de la década de 1990, uno de sus «libros de cartas» fue descubierto en su escritorio. Contenía copias de cartas escritas a socios y a amigos desde 1795 hasta 1809. Sus cartas a los socios trataban sobre «papel, impresiones, grabados, fechas de entrega, permisos de derechos de autor y cuentas» mientras que las cartas dirigidas a sus amigos incluían misivas a Priestley, Maria Edgeworth, Erasmus Darwin, Charlotte Smith, y otros. Este material ha permitido a los eruditos hacer teorías más concretas sobre la vida de Johnson.
Las publicaciones de Johnson no estaban impresas en ediciones de lujo: cuidaba su mercancía competitivamente, pero siempre permitía que estuviese al alcance de la clase media, el público al que quería llegar. Una de sus maneras de reducir costos era imprimiendo textos en las provincias y luego importándolos a Londres; varias de las obras de Priestley, por ejemplo, fueron impresas localmente en Birmingham. Johnson no se ocupaba de la impresión de la mayoría de sus libros; en comparación con los libros de la actualidad, están llenos de errores y prosa pobre. Pero como solían ser impresos rápidamente para cumplir con un pedido determinado, esto era esperado por los lectores.
Antes de la generación de editores de Johnson, éstos no eran altamente respetados; la reputación formidable de Johnson ayudó a la publicación a convertirse en un negocio más respetable. Sus libros de bajo precio, su deseo de fomentar las conexiones con las provincias y con el extranjero son parte de por qué Johnson ha sido llamado «el editor más importante de Inglaterra desde 1770 hasta 1810».

## Estadísticas de publicaciones
Según Chard, durante los 48 años de su carrera, Johnson publicó alrededor de 2700 impresiones, con un promedio de 56 por año. Cerca de la mitad fueron panfletos (por ejemplo, sermones, y panfletos religiosos o políticos) y muchas otras reimpresiones; por lo tanto, su promedio fue de veinte o treinta libros nuevos al año. Cerca del 25 % de sus publicaciones fueron de autores anónimos; los cuales a menudo eran obras religiosas o políticas. Publicó más libros religiosos que de cualquier otro género (1067 títulos). Johnson hizo aproximadamente 750 copias por cada impresión, aunque muchas de sus obras políticas y religiosas fueron impresas en ediciones de 250 copias, y sus tópicos solían ser efímeros.
| Tópico de la impresión | Número |
| ---------------------- | ------ |
| Religión               | 388    |
| Literatura             | 173    |
| Medicina               | 156    |
| Política               | 118    |
| Poesía                 | 103    |
| Ciencia                | 61     |
| Lenguaje               | 42     |
| Ficción                | 32     |
| Educación              | 30     |
| Filosofía              | 28     |
| Historia               | 27     |
| Economía               | 27     |
| Biografías             | 26     |
| Humanidades            | 23     |
| Viajes                 | 23     |
| Prácticas              | 23     |
| Antologías             | 14     |
| Ensayos                | 14     |
| Juventud               | 13     |
| Derechos de la mujer   | 12     |
| Teatro                 | 9      |

| Año  | Número |
| ---- | ------ |
| 1790 | 177    |
| 1791 | 194    |
| 1792 | 164    |
| 1793 | 127    |
| 1794 | 119    |
| 1795 | 153    |
| 1796 | 114    |
| 1797 | 109    |
| 1798 | 95     |
| 1799 | 80     |